# Descends, Moïse
Descends, Moïse (en anglais Go Down, Moses) est un recueil de nouvelles de William Faulkner paru en 1942. 

## Éditions françaises
- Descends, Moïse, traduit de l'anglais par René N. Raimbault. Collection Du monde entier, Gallimard, 1955.
- Descends, Moïse, Collection L'Imaginaire, Gallimard, 1990.